# Vuurtoren van Hurst Point
De vuurtoren van Hurst Point (Hurst Point Lighthouse) is een vuurtoren nabij Milford on Sea in het zuiden van het Engelse graafschap Hampshire. De vuurtoren staat op Hurst Point, het uiteinde van Hurst Spit, een door kiezel gevormde schoorwal. 
De vuurtoren wordt gebruikt als navigatiemiddel door schepen die vanuit het westen de Solent willen invaren, de zeestraat tussen het eiland Wight en Engeland. Hij vormt ook een richtpunt voor schippers die langs The Needles navigeren, een reeks krijtrotsen die in het uiterste westen van het eiland Wight uit de zee oprijzen. De toren wordt vanop afstand beheerd door het Planning Centre van Trinity House in Harwich in het Engelse Essex. Trinity House is verantwoordelijk voor de navigatiemiddelen in Engeland, Wales, Gibraltar en de Kanaaleilanden.

## Kenmerken en uitrusting

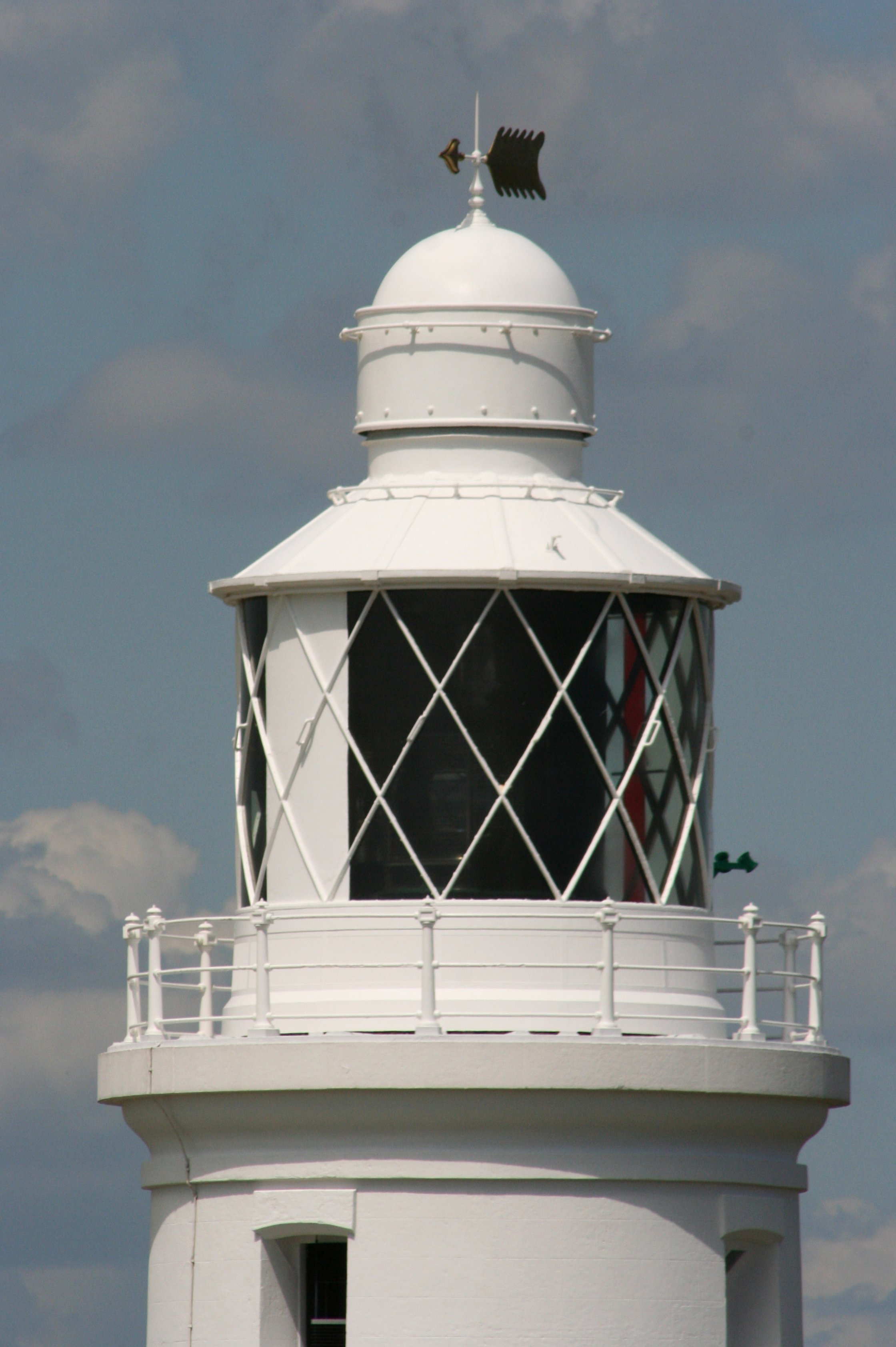
Detail van de galerij en het lichthuis van de huidige vuurtoren.

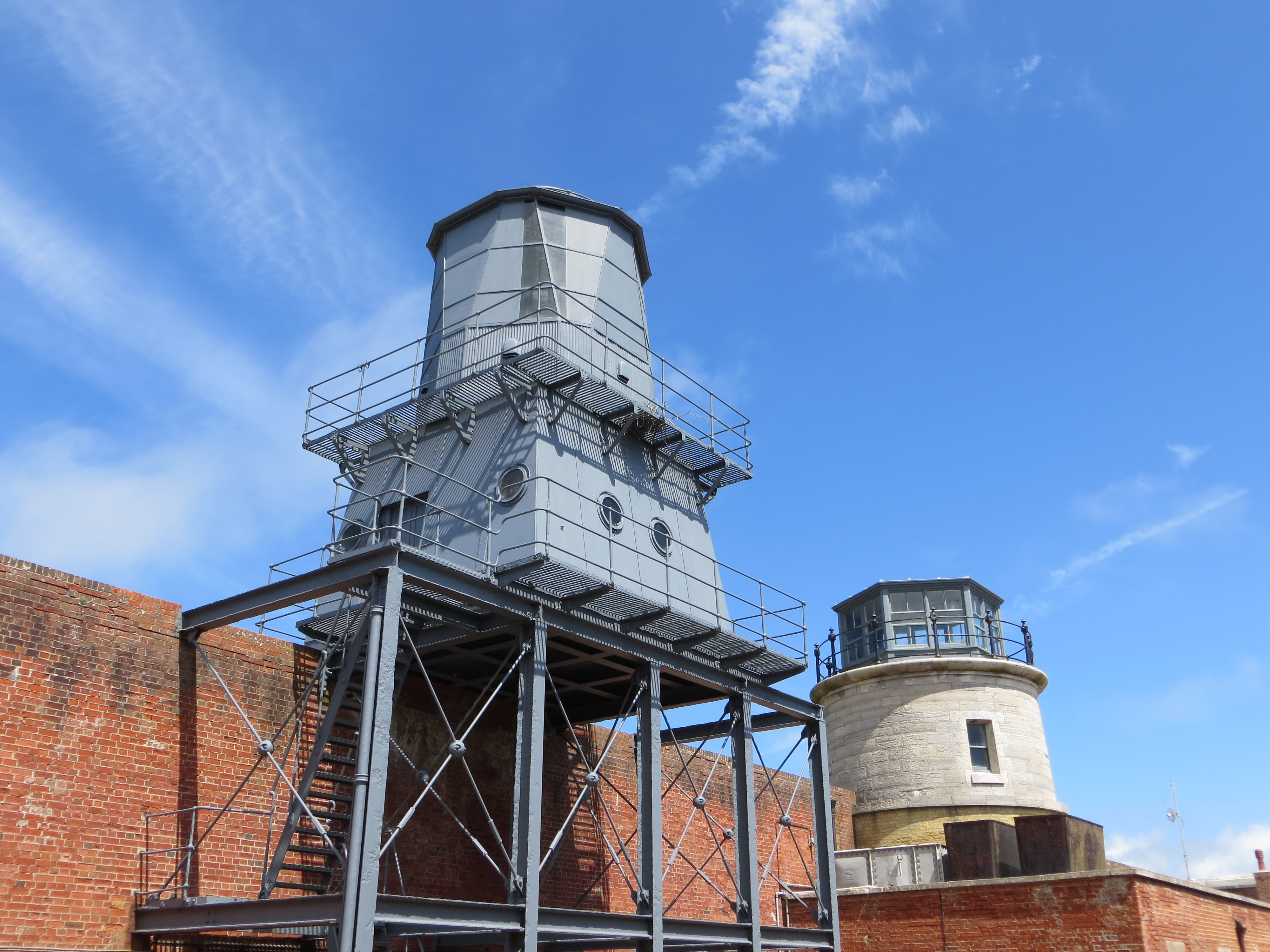
Rechts is de ronde toren van het lage licht uit 1873 zichtbaar. Op de voorgrond staat het lage licht uit 1911. Dit licht werd buiten dienst gesteld en in een neutrale kleur geschilderd in 1997 toen het hoge licht werd gemoderniseerd.

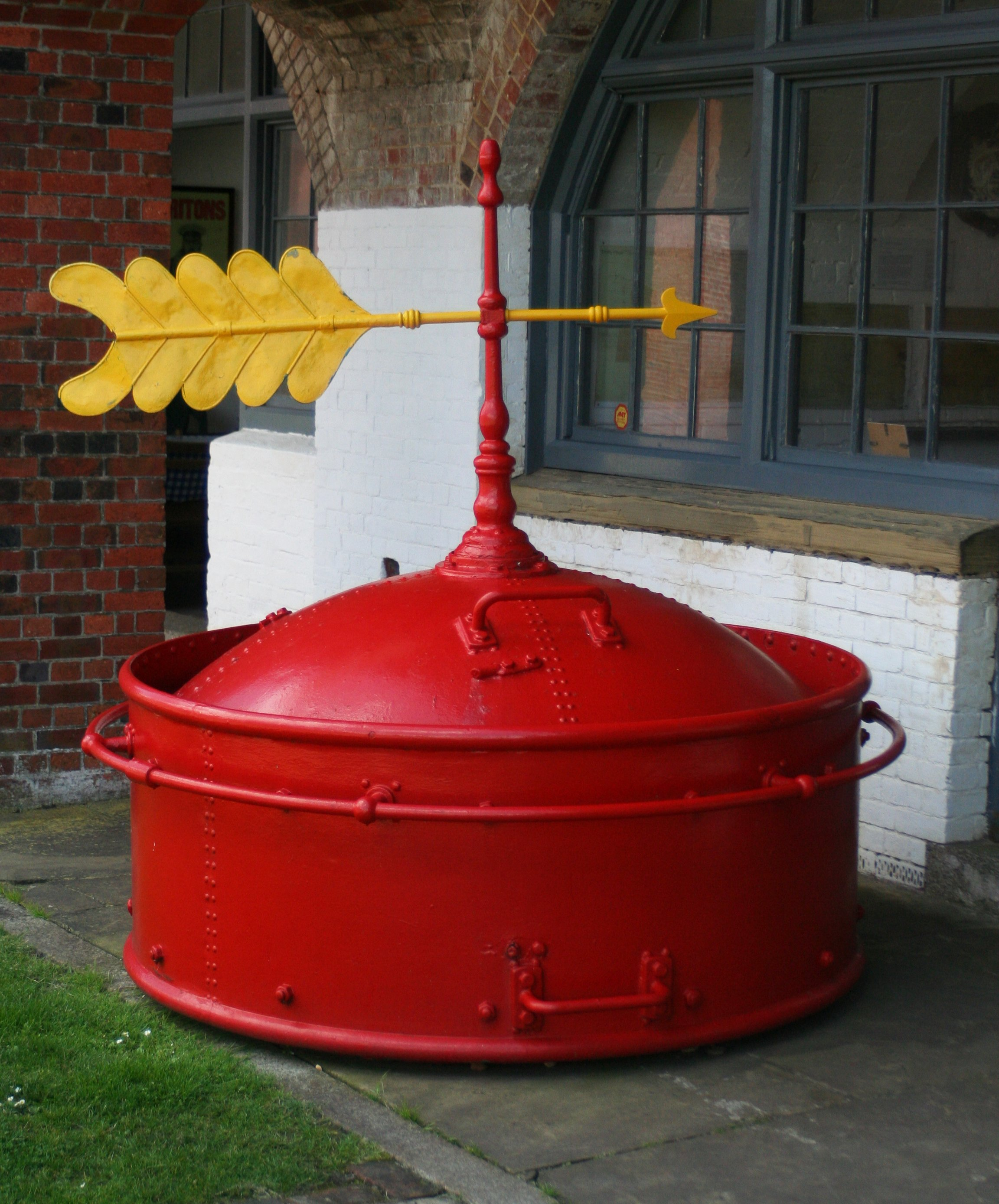
Dak van het lage licht uit 1911 dat bij de uitschakeling verwijderd werd. De constructie zorgde voor de afvoer van gassen die door de verbranding van acetyleen vrijkwamen.

De 26 meter hoge toren, die ietwat versmalt naar boven toe, werd opgetrokken uit steen en is volledig wit geschilderd. Bovenaan bevindt zich een wit metalen lichthuis dat wordt omgeven door een galerij. In dit lichthuis werd een vast catadioptrisch systeem geïnstalleerd bestaande uit twee met de rug tegen elkaar gemonteerde fresnellenzen waarvan de grootste een brandpuntafstand van 920 mm heeft. Deze lens van de eerste orde is verdeeld in sectoren die respectievelijk naar het westen en het oosten gericht zijn. Er wordt ook een rode sector aangegeven door een smal rood verticaal paneel dat tegen het glas van het lichthuis werd aangebracht. De tweede lens heeft een kleinere brandpuntsafstand en werd naar het zuiden gericht.
Het witte hoofdlicht heeft een sterkte van 7.140 candela in is zichtbaar tot op een afstand van 13 zeemijl (24 km). Het bevindt zich 23 m boven de zeespiegel. In het midden van het optisch systeem bevindt zich een groep van drie gloeilampen die samen worden ontstoken. Een lampenwisselaar draait drie nieuwe lampen in het brandpunt van de lens wanneer een van de actieve lampen een defect vertoont. De toren genereert vier schitteringen om de vijftien seconden. Door haar ligging kan de installatie niet verbonden worden met het lichtnet. Twee dieselgeneratoren wekken stroom op voor oplaadbare batterijen die de lampen voeden. Deze apparatuur werd in een gebouw naast de toren ondergebracht.
Achter een raam onder het hoofdlicht werden projectoren met een hoog vermogen geïnstalleerd waarvan het licht, dat zich 19 m boven de zeespiegel bevindt, zichtbaar is tussen de 038,6 en 043,6 graden. De scherp afgelijnde rode, witte en groene sectoren die dag en nacht door deze installatie worden aangegeven, helpen schepen om te navigeren tussen krijtrotsen van The Needles en de Shingles Bank, een hindernis die bestaat uit kiezel. De stralingshoek van de installatie kan bijgeregeld worden wanneer de kiezelbank zich zou verplaatsen.
Naast de toren bevindt zich een gebouw van 10 op 5 m met een hoogte van 6 m waarin acetyleengas werd geproduceerd. Hiertoe werd water aan calciumcarbide toegevoegd waardoor het gas vrijkwam en calciumhydroxide (gebluste kalk) als restproduct ontstond. Het benodigde water voor het proces werd gewonnen uit regenwater, omdat er geen verbinding met een waterleiding mogelijk was. Het acetyleengas werd gebruikt om de toren te verlichten. De gebluste kalk werd op het kiezelstrand geloosd. Deze volledig automatische installatie was actief tot 1997, het jaar waarin de toren werd geëlektrificeerd, en is in een goede staat bewaard gebleven.

## Geschiedenis

### Verzoek aan William Tatnall
In 1781 werd Trinity House verzocht door schippers en handelaars om een aantal vuurtorens op te richten in de omgeving van het eiland Wight. De vennootschap benaderde William Tatnall, een handelaar uit Londen, met het verzoek om lichttorens en bijhorend personeel te voorzien op The Needles en Saint Catherine's Point. Bovendien diende hij twee vuurtorens op Hurst Point op te richten en te zorgen voor de nodige gebouwen en wegen, dit alles op eigen kosten. Trinity House, dat zelf de tol bij de schippers voor het gebruik van de torens zou innen, stelde voor om Tatnall jaarlijks een vergoeding van £ 960 uit te keren. In een ander voorstel zou Trinity House zelf voor de torens zorgen, terwijl Tatnall enkel de vuren brandende diende te houden. Tatnall zou hiervoor een jaarlijks bedrag ontvangen van £ 760. In 1785 werd duidelijk dat Tatnall niet op deze voorstellen zou ingaan.

### Ontwerp van Richard Jupp
Op 29 september 1786 werd op Hurst Point voor de eerste maal het licht in een vuurtoren ontstoken. De toren was opgericht door Trinity House naar een ontwerp van Richard Jupp, die toen al meer dan 30 jaar de functie van toezichter bij de Britse Oost-Indische Compagnie had uitgeoefend. In 1821 werd door de vennootschap een hoger tweede licht bijgeplaatst, zodat een lichtlijn ontstond die de navigatie voor de voorbijvarende schepen vergemakkelijkte. Dit licht was ook een nuttige aanvulling omdat het lage licht niet altijd vanuit alle hoeken zichtbaar bleek. De beide torens waren uitgerust met Argandse lampen waarvan het licht door middel van reflectoren werd gebundeld.

### Het lage licht
Tussen 1865 en 1873 werd het nabijgelegen bolwerk Hurst Castle verder uitgebouwd. Door de westelijke uitbreiding kwam het lage licht in het gedrang zodat het diende gesloopt te worden. De burcht kreeg ook een nieuwe noordelijke muur. Op deze omwalling werd een nieuw laag licht geïnstalleerd. De lichtbron werd ondergebracht in een rood lichthuis dat was gemonteerd op een witte ronde toren die was opgetrokken uit graniet en deel uitmaakte van de burchtmuur. Dit bouwwerk was toegankelijk via een metalen ladder die zich aan de buitenzijde van de burcht bevond. Omdat deze ladder aan mogelijke indringers een weg kon verschaffen werd hij in geval van nood opgehaald. 
In 1911 hadden de kiezelbanken zich in die mate verplaatst dat een nieuw laag licht noodzakelijk bleek. Hiertoe werd een metalen constructie met profielbalken verankerd in de burchtmuur. De blokvormige metalen vuurtoren werd op de horizontale dragers van deze constructie gemonteerd, zodat hij in beperkte mate kon verschoven worden wanneer de kiezelbank van plaats veranderde. Deze nieuwe vuurtoren bevond zich 16 m ten westen van zijn voorganger in dezelfde vestingsmuur. Deze installatie was in dienst van 1911 tot 1997, het jaar waarin het hoge licht met sectorlichten werd uitgerust. Om verwarring met geldige navigatiemiddelen te vermijden werd het rode dak van de uitgeschakelde toren verwijderd en bewaard in de burcht. Bovendien werd de constructie in een neutraal grijs geschilderd.

### Het hoge licht
De toren uit 1821 werd in 1876 vervangen door de huidige vuurtoren. Dit 26 m hoge bouwwerk onderging in 1997 een modernisering, waarbij onder andere het driekleurige sectorlicht werd bijgeplaatst en de installatie voor acetyleenproductie werd uitgeschakeld. Het complex werd in datzelfde jaar omgeschakeld naar elektriciteit die werd opgewekt door dieselgeneratoren en opgeslagen in accumulatoren. Er werd ook de nodige apparatuur geïnstalleerd zodat Trinity House de installatie vanop afstand vanuit het Planning Centre in Harwich kon beheren.

### Monumentstatus
De vuurtoren van Hurst Point werd op 28 november 1974 ingeschreven op de Statutory List of Buildings of Special Architectural or Historic Interest. Op 9 oktober 1981 werd ook Hurst Castle met de lage lichten uit 1865 en 1911 aan deze lijst toegevoegd. De monumenten werden aangeduid als grade II listed building, wat betekent dat ze worden beschouwd als bouwwerken van bijzonder belang die in hun huidige toestand moeten bewaard blijven en daartoe ook moeten worden onderhouden. De vuurtoren en Hurst Castle kunnen door het publiek bezocht worden.